# Untergruppenbach
Untergruppenbach è un comune tedesco di 7 498 abitanti, situato nel land del Baden-Württemberg.

## Amministrazione

### Gemellaggi
- Jerago con Orago